# Верхнее Алешково
Верхнее Алешково — деревня в Великоустюгском районе Вологодской области.
Входила в состав Нижнешарденгского сельского поселения, с точки зрения административно-территориального деления — в Нижнешарденгский сельсовет. В результате объединения Нижнешарденгского сельского поселения с Трегубовским входит в состав Трегубовского сельского поселения с административным центром в деревне Морозовица.
Расстояние по автодороге до районного центра Великого Устюга — 34 км, до бывшего центра муниципального образования Пеганово — 9 км. Ближайшие населённые пункты — Исаково, Большой Двор, Биричево, Фоминская, Нижнее Алешково, Оброчная.
По данным переписи в 2002 году постоянного населения не было.